# アグスティン・クレービー
アグスティン・クレービー (Agustín Creevy、1985年3月15日 - ) は、プレミアシップ ロンドン・アイリッシュに所属するラグビーユニオン選手。

## プロフィール
- アルゼンチンブエノスアイレス州・ラプラタ出身。
- アルゼンチン代表キャップは110で、同代表で最多を誇る。
- ラグビーワールドカップ2011・ラグビーワールドカップ2015・ラグビーワールドカップ2019のアルゼンチン代表に選ばれた[1]。
- ラグビーワールドカップ2015のアルゼンチン代表主将を務めた[2]。

## 略歴
ビアリッツ、パンパスXV、ASMクレルモン、モンペリエ、ウスターを経て、2016年、ハグアレスに加入。 
2020年8月、プレミアシップ・ラグビーのロンドン・アイリッシュに加入。 
2023年6月、ロンドン・アイリッシュが資金不足のためプレミアシップ・ラグビーに参加できなくなる。アグスティン・クレービーは、プレミアシップ・ラグビーでライバルだったセール・シャークスに移籍した。
2024年8月31日、アルゼンチン代表として最後の試合となる、ザ・ラグビーチャンピオンシップ2024のオーストラリア戦に39歳で出場。キャップが110となり、アルゼンチン代表最多を記録した。
2024年10月2日、イタリアのベネトン・ラグビーに加入した。 